# ブリッジウォーター級スループ
ブリッジウォーター級スループ（ブリッジウォーターきゅうスループ　英：Bridgewater class sloop）とは、ブリッジウォーターとサンドウィッチの2隻からなるイギリス海軍のスループの艦級。フラワー級スループの代替のため、1927年度建造計画によって建造された。

## 概要
ブリッジウォーター級は、排水量1,045トンで2門の4インチ砲を装備していた。その速力は17ノットだった。

## 戦歴
ブリッジウォーター、サンドウィッチの両艦は、1927年9月にへバーンのホーソン・レスリー造船所に発注され、1929年に就役、中国艦隊に配備された。ブリッジウォーターは1935年にケープタウンに配属替えとなったが、サンドウィッチは1939年に第2次世界大戦が勃発するまで、中国艦隊に所属していた。大戦中は2隻とも大西洋の戦いに参加した。ブリッジウォーターは1943年11月までフリータウンを母港として哨戒と船団護衛に従事したのち、ウェスタンアプローチ管区に所属した。同艦はここで終戦までの2年間、潜水艦戦の訓練に用いられた。サンドウィッチも1940年から1944年の間プリマスやリヴァプールを母港として本国海域で活動した他、フリータウンでも作戦を行った。しかし1945年には船体の状態が悪化してビゼルトで保管状態となった。両艦とも大戦終了後に軍籍から除かれ、サンドウィッチは1946年初頭にスクラップとするため売却された。ブリッジウォーターはサンドウィッチよりほんの少しだけ生き長らえ、1946年から1947年にかけて爆撃試験に従事し、1947年5月に解体のため売却された。

## 同型艦
| 艦名               | 艦番号  | 発注          | 進水         | 完工          | 就役          | その後            |
| ------------------ | ------- | ------------- | ------------ | ------------- | ------------- | ----------------- |
| ブリッジウォーター | L12/U12 | 1927年9月19日 | 1928年2月9日 | 1928年9月29日 | 1929年3月23日 | 1946年1月8日売却  |
| サンドウィッチ     | L01/U01 | 1927年9月19日 | 1928年2月6日 | 1928年9月14日 | 1929年3月14日 | 1947年5月22日売却 |